# تیبور سکلی

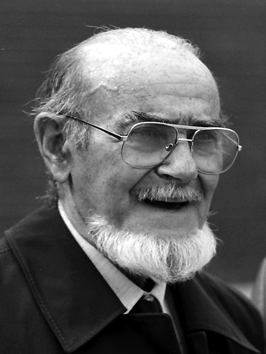
تیبور سکلی، محقق و اسپرانتودان مجارستانی - ۱۹۸۳

تیبور سکلی (به مجاری: Székely Tibor) زادهٔ ۱۴ فوریهٔ ۱۹۱۲ در اسپیشسکش سوبوتا واقع در اطریش-مجارستان، درگذشتهٔ ۲۰ سپتامبر ۱۹۸۸ در سوبوتیکا، وویوودینو، یوگسلاوی، شهروند جهانی مجارستانی‌الاصل یوگسلاو، خبرنگار، محقق، مؤلف، و حقوق‌دان اسپرانتودان بود.
وی سفرهای تحقیقاتی زیادی به‌ویژه به آسیا و آفریقا کرد، و هدف اصلی او در این مسافرت‌ها کشف و فهم ذات روان انسان بود. این امر او را از انبوه بی‌شمار جهان‌گردانی که تنها در پی کاوش در مورد ابهاد فیزیکی دنیا هستند، متمایز می‌سازد.
در کنار زبان‌های مجارستانی و سربو-کروآتی، سکلی به زبان‌های آلمانی، اسپانیائی، انگلیسی، فرانسوی و اسپرانتو صحبت می‌کرد.
در سال ۱۹۸۶ وی به‌عنوان عضو آکادمی اسپرانتو و عضو افتخاری سازمان جهانی اسپرانتو انتخاب گردید. در سال ۲۰۱۱ اتحادیهٔ اسپرانتوی اروپا سال ۲۰۱۲ را به‌مناسبت ۱۰۰امین سال‌گرد تولد سکلی، سال تیبور سکلی اعلام کرد.
تیبور ازجملهٔ بزرگ‌ترین نویسندگان اسپرانتو است، که آثارشان به‌خاطر ترجمه شدن به زبان‌های متعدد دیگر، در دنیای غیر از اسپرانتو نیز شهرت جهانی پیدا کرده است - و از این دیدگاه، شاید معروف‌ترین آن‌ها نیز باشد. موفق‌ترین اثر ادبی او کومِواوا، پسر جنگل است که از اصل اسپرانوی آن به بیش از ۳۰ زبان در تمامی قاره‌های جهان ترجمه و منتشر شده است. این کتاب در سال ۱۹۸۳ توسط وزیر آموزش و پرورش ژاپن به‌عنوان یکی از ۴ اثری که بهترین منابع ادبی منتشرشده برای جوانان در آن سال در کشور ژاپن شمرده شده بود، مجحدداً در تیراژ ۳۰۰۰۰۰ جلد در این کشور منتشر گردید - و این رکوردی است در مورد تیراژ آثار ترجمه‌شده از زبان اسپرانتو در جهان. مجموع جلدهای ترجمه‌شده به زبان‌های گوناگون این کتب در دنیا بیش از یک میلیون نسخه برآورد شده است. بسیاری از آثار دیگر سکلی نیز به ۲ تا ۱۰ها زبان دنیا ترجمه شده‌اند.
زبان‌های اصلی سکلی برای تألیف اسپرانتو، اسپانیائی و سربو-کروآتی بود. به قلم او بیش از ۳۰ کتاب - به‌خصوص پژوهش‌ها، رمان‌ها، حکایات و اشعار مرتبط با سفرنامه - نگاشته و منتشر شده است.